# BC Geographical Names
Il BC Geographical Names, precedentemente BC Geographical Names Information System o BCGNIS, è un servizio web e un database di nomi geografici per la Columbia Britannica, Canada, che è gestito e manutenuto dal Base Mapping and Geomatic Services Branch of the Integrated Land Management Bureau. Il database contiene nomi ufficiali e spellings di città, montagne, fiumi, laghi e altri luoghi geografici. Il database spesso ha altre informazioni utili, come la cronologia dei nomi geografici e il loro uso nella storia.